# サンタクロースになった少年
『サンタクロースになった少年』（サンタクロースになったしょうねん、フィンランド語: Joulutarina、英語: Christmas Story）は、2007年のフィンランドのファンタジー映画。監督はヨハ・ウリオキ、出演はハヌ・ペッカ・ビョルクマンとオットー・グスタフソンなど。サンタクロース誕生秘話をオリジナルストーリーで描く。
日本では劇場未公開だが、2011年12月2日に字幕版と日本語吹き替え版を収録したDVDが販売されている。

## ストーリー
クリスマスの夜に両親と乳飲み子の妹アーダを事故で亡くし、1人ぼっちになったニコラスは村の6つの家族と1年ずつ暮らすことになる。
毎年クリスマスになると次の家に移るニコラスは、世話になった家の子供たちのために手作りの玩具を贈るようになる。
6年目になり、村の家族を一巡したニコラスだったが、不作と不漁でどの家も再びニコラスを引き取れる状態になかった。
すると、村に手作りの家具を売りに来ていた家具職人のイーサッキが、ニコラスの手先の器用さを買い、働き手として引き取ることになる。
子供嫌いのイーサッキは、ニコラスにも厳しくあたるが、真面目で覚えの早いニコラスを徐々に気に入るようになる。
1年が過ぎ、またクリスマスがやって来る。ニコラスはこれまで通りに別の家に移ろうとするが、イーサッキはニコラスが毎年クリスマスに子供たちに贈っている玩具を作るのを手伝い、それを配るのも手伝う。そしてイーサッキはニコラスに、自分が子供嫌いなのは、実の息子たちに見捨てられた過去のせいであることを告白し、ニコラスをこのまま引き取りたいと言う。
打ち解けあったニコラスとイーサッキは実の親子のように2人で暮らすようになる。
月日が流れ、すっかり家具職人として一人前になったニコラスに、年老いたイーサッキは実の息子たちと老後を過ごすと告げる。ショックを受けるニコラスに、イーサッキは実の息子のように愛していたこと、そして自分が貯めた財産の全てをニコラスに譲ると言う。
ニコラスはイーサッキの残した財産を使い、クリスマスに子供たちに玩具を贈ることを生涯の仕事とすることを決める。幼なじみの親友エーメリやその娘アーダの助けを得て、ニコラスは正体を隠したまま、謎の送り主として子供たちに慕われるようになる。
そんなニコラスも年老い、アーダの願いもあり、「最後のクリスマス」を迎えることになる。ニコラスの最後の仕事を見届けるつもりで寒空の中を待っていたアーダは、ニコラスの乗っていないソリと出会う。そして、もう二度とニコラスに会えなくなったことを知る。
翌年のクリスマスの夜、アーダの家の前にはいつも通りにニコラスからの贈り物が置かれていた。そして、空にはソリに乗ったニコラスがにこやかに手を振っていた。

## キャスト
ニコラス
演 - ハヌ・ペッカ・ビョルクマン（7歳：ジョナス・リンネ、13歳：オットー・グスタフソン）
孤児。手先が器用で真面目。後に家具職人となる。
イーサッキ
演 - カリ・バーナネン
家具職人。ニコラスを引き取り、職人として厳しく育てる。
クリスティーナ
演 - ミナ・ハップキラ
ニコラスを最初に引き取った女性。3人の実の子と分け隔てなく、ニコラスを慈しんで育てる。
ハンナス
演 - ミッコ・レッピランピ
クリスティーナの夫。漁師。ニコラスを村の各家庭で1年ずつ引き取って育てようと提案する。
エーメリ
演 - ミッコ・コウキ（5歳：ロイ・ロン、11歳：オスカリ・ヘイモネン）
ハンナスとクリスティーナの息子。ニコラスの生涯の親友。ニコラスの「仕事」を手伝う。
アーダ
演 - ラウラ・ビルン（9歳：ネラ・シーラスマー）
エーメリの娘。ニコラスの亡くなった妹と同じ名前。ニコラスの「仕事」を手伝う。
ミッコ
演 - アンティ・トゥイスク（9歳：アルポ・シピラ）
アーダの幼なじみで夫。アーダと結婚後、ニコラスの「仕事」を手伝うようになる。

## エピソード

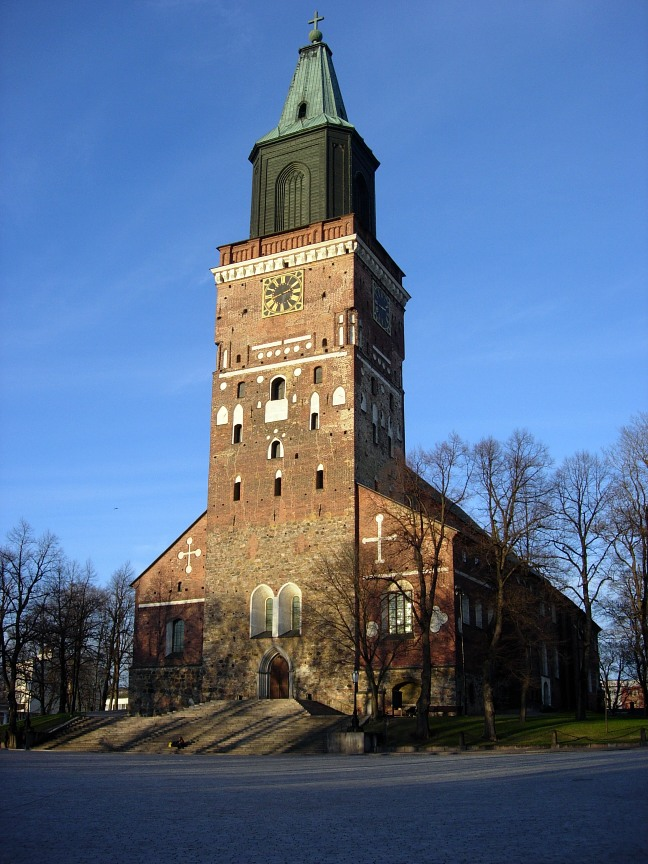
市場のシーンに登場するトゥルク大聖堂

ほとんどのシーンはフィンランド北部のウツヨキで撮影された。イーサッキとニコラスがイスを売った市場のシーン（35分過ぎ）は、フィンランド南部のトゥルクにあるトゥルク大聖堂の前で撮影された。

## 受賞歴
- フィンランド・アカデミー賞最高人気賞・最優秀撮影賞[2]
- サラソータ映画祭（アメリカ）観客賞[2]
- エレバン国際子供映画祭（アルメニア）最優秀作品賞[2]
- FICI国際子供映画祭（スペイン）観客賞[2]